# Varredura progressiva
Varredura progressiva (português brasileiro) ou varrimento progressivo (português europeu) (em inglês, Progressive Scan) é uma técnica utilizada para montar o conteúdo da tela. O modo progressivo "varre" a tela inteira em uma única passada, transmitindo e exibindo todas as linhas da tela a cada atualização.
Este processo é diferente da varredura entrelaçada (Interlaced), mais comum. O modo entrelaçado monta em cada passagem metade das linhas da tela, as linhas pares ou ímpares, formando a ilusão de uma resolução maior e transmitindo apenas metade da imagem formada.
A varredura progressiva não pode ser utilizada com o conector RCA de vídeo comum (plug amarelo), estando disponível apenas para outros tipos de conectores, como o vídeo componente (Verde, Azul e Vermelho) e o HDMI. A partir daí é necessário configurar no menu do televisor, monitor, dvd ou outra fonte reprodutora a função PROGRESSIVE SCAN. Quanto ao áudio, (AUDIO IN) a conexão permanecerá da forma convencional.

## História: o vídeo entrelaçado
Para entender melhor como funcionam os Sistemas de Geração de Imagens, é preciso voltar um pouco no tempo e ver como foram criados esses sistemas. O primeiro deles foi o vídeo entrelaçado.
Nos anos 1930, os engenheiros e cientistas que trabalharam no desenvolvimento da televisão resolveram o problema da limitada largura da banda de transmissão do sinal de vídeo e a limitação dos aparelhos de televisão (nos quais a camada interna de fósforo possuía um tempo de resposta muito lento), dividindo cada quadro da imagem em duas partes (campos). Quem primeiro teve essa ideia foi o engenheiro norte-americano Philo Taylor Farnsworth, inventor do tubo dissector de imagens. Farnsworth pensou em construir as imagens por meio de linhas formadas por um ponto percorrendo a tela. Essa ideia surgiu quando observou, na fazenda em que morava, os sulcos paralelos deixados pelo arado ao se preparar o solo para plantio.
Nesse método, chamado de entrelaçado (interlaced) e que é usado até hoje, a imagem é formada na tela por centenas de linhas horizontais, cada uma com milhares de pontos com informações sobre brilho e cor. Esses pontos são ordenados da esquerda para a direita e de cima para baixo formando linhas, processo que é chamado de varredura (scanning). Na varredura, as linhas ímpares são escaneadas primeiro e depois as linhas pares. Isso ocorre tanto no sensor da câmera, para dividir a imagem em elementos (pixels), como no tubo do televisor, para reconstruir a imagem. 
Um conjunto de linhas (pares e ímpares) forma um campo; dois campos formam um quadro. A cada 1/30 segundo é formado um quadro da imagem, repetindo-se 30 vezes em um segundo (nos sistemas NTSC e PAL-M). A rápida sucessão na exibição dos diversos quadros estáticos, dá a sensação de movimento. Isto ocorre por uma característica da visão chamada "Persistência retiniana", que faz com que nossos olhos continuem a ver a imagem de um quadro estático por uma fração de segundo (1/12 de segundo aproximadamente) depois que ela desaparece. Se, antes de passado esse tempo, outra imagem atingir nosso olho, ambas são fundidas numa continuidade.
É esse o princípio que está baseado a reprodução do movimento no cinema e no vídeo. É como se a câmera estivesse tirando várias fotografias por segundo. No cinema, um segundo de exibição tem vinte e quatro quadros; no vídeo, vinte e cinco ou trinta quadros dependendo do sistema (NTSC, PAL, SECAM).
A velocidade de exibição dos quadros em cada sistema depende da “ciclagem” da rede elétrica local. Em um país onde a freqüência da rede elétrica é de 50 Hertz, ou seja, a “polaridade” da corrente elétrica muda de direção 50 vezes por segundo, a imagem deve ser formada na tela do televisor seguindo esta mesma freqüência, 50 campos de imagem por segundo (25 quadros).
Em países como o Brasil ou os Estados Unidos onde a energia elétrica é de 60 ciclos por segundo, a imagem é captada e transmitida com 525 linhas dividida nos dois campos, numa freqüência de 60 vezes por segundo (262,5 linhas pares e 262,5 linhas impares, 30 vezes cada uma). 
O sistema entrelaçado apresenta alguns problemas como o Combing (feathering) e o Line twitter onde o contorno de pessoas ou objetos em movimento aparece deslocado para um lado ou o flicker que causa, defeitos que são ressaltados em telas maiores ou então quando o monitor é observado a curta distância.
Apesar desses problemas, o sistema entrelaçado serviu bem durante muitas gerações e permanece ainda como padrão nas transmissões de televisão analógica e na grande maioria dos equipamentos de vídeo. 
Recentemente foi introduzido um novo método de escaneamento – chamado de não-entrelaçado ou progressive scan – que é hoje o foco de marketing principalmente dos fabricantes de DVD players.

## Varredura Progressiva (Progressive scan)
Para contornar os problemas do velho modo entrelaçado, foi desenvolvido o método de escaneamento não-entrelaçado (non–interlaced) ou progressivo (progressive scan) que evita os defeitos descritos acima, desde que a fonte seja realmente de um sinal progressivo.
Nesse processo, diferentemente do entrelaçado, as linhas ímpares e pares são combinadas e reproduzidas ao mesmo tempo, formando um quadro completo. 
O tempo que esse processo leva para montar uma linha é o mesmo do modo entrelaçado. A diferença é que, enquanto o modo tradicional gasta 1/60 segundo montando somente linhas pares e depois mais 1/60 segundo montando só ímpares, o progressive monta todas as linhas uma após a outra, ou seja, constrói metade de um quadro em 1/60 segundo. Nos dois sistemas, o quadro completo é formado em 1/30 segundo.
Além do tempo padrão de trinta quadros por segundo, existem câmeras que captam no modo progressive em 24 quadros por segundo e também em sessenta quadros por segundo (HDTV).
Cada quadro exibe todas as linhas numa única passada, de cima para baixo, resultando em imagens sem cintilações e com linhas muito menos visíveis, o que torna o sistema ideal para as novas tecnologias de monitores que já estão preparados para receber vídeo progressivo, como monitores de plasma, os de cristal líquido, as televisões de alta definição. 
Hoje, porém, as imagens gravadas no sistema progressive scan ainda são raras. Quase todos os discos DVD são do tipo entrelaçado, porque a maioria dos televisores só aceita esse modo. Por isso, foram desenvolvidos alguns métodos de criação de imagens progressivas a partir de uma fonte entrelaçada, chamado de-interlacing, “dobrador de linhas”, ou "scan conversion", entre outros. Esse procedimento é altamente complexo e, se não for bem feito, pode ter péssimo resultado. Além disso, o de-interlacing não aumenta a resolução vertical da imagem, apenas corrige os vários problemas apresentados na exibição.